# DeepStateMapLive
DeepStateMap.Live — інтерактивна онлайн-мапа розвідувальних даних із відкритих джерел перебігу воєнних дій російської та української армій під час російського вторгнення в Україну. Мапу створено 24 лютого 2022 року, у день вторгнення, громадською та волонтерською організацією DeepStateUA.

## Історія

### Telegram-канал
Спільнота, яка нині обслуговує сайт, зареєструвалася 20 січня 2020 року як Громадська організація «ДіпСтейтЮА» під керівництвом Романа Погорілого та Руслана Микули. 10 лютого 2020 року команда створила Telegram-канал «DeepStateUA» та зосередилася на висвітленні глобальних новин та політики, зокрема пандемії COVID-19, протестів руху BLM у США, війн у Сирії та Нагірному Карабаху, захоплення талібами Афганістану тощо, де експериментувала зі створенням цифрової мапи з лінією фронту, яку можна було б оновлювати в міру розгортання конфлікту.

### Мапа Google
З початком російського вторгнення в Україну команда Deep State UA 24 лютого 2022 року створила інтерактивну мапу про перебіг воєнних дій. Спочатку мапа була розроблена на платформі Карт Google, але 26 березня компанія Google її заблокувала. А декілька спроб відновити Google Maps протягом наступного тижня виявилися безуспішними.

### Сайт DeepStateMap.Live
В наслідок позиції Google щодо визначення вмісту мапи як небажаного та обмеження до неї доступу, команда розробників 27 березня 2022 року вирішила створити власний сайт «DeepStateMAP» з мапою війни в Україні, створеної на базі некомерційної OpenStreetMap (OSM), який запрацював 30 березня та містить мапу починаючи з 3 квітня 2022 року.

### Мобільні застосунки
Після появи багатьох сторонніх застосунків, що видавали себе за офіційні від команди DeepStateUA, 2 березня 2023 запущено власний додаток на Android.
За менш ніж 10 днів, він досягнув позначки в 100 000 завантажень, а також деякий час займав перше місце в топі безкоштовних застосунків Google Play.
Із запуском застосунку в App Store виникли труднощі через модерацію платформи, яка вважала додаток расистським щодо росіян, тому випуск додатка на цю платформу затримався.
Лише через 2 місяці після появи застосунку в Google Play, 29 квітня 2023 він з'явився і на платформі App Store.

## Автори
Телеграм-канал DeepStateUA створено в березні 2020, у період карантину у зв'язку з Covid-19. Спільнота фокусувалась переважно на новинах міжнародної геополітики, висвітлюючи війну в Сирії, кризу в США у зв'язку з протестами BLM, військовий заколот у Малі тощо.
З початком Другої карабаської війни аналітична команда оперативно висвітлювала військовий конфлікт, що дозволило набрати аудиторію в кілька тисяч читачів.
Коли зимою 2021/22 тривало російське стягування військ до кордонів та підготовка до вторгнення, команда телеграм-спільноти активно за цим спостерігала, висвітлювала та допомагала в ідентифікації ешелонів техніки. У ніч з 23 на 24 лютого 2022, за декілька годин до вторгнення аудиторія телеграм-каналу перетнула позначку в 10 000 підписників.

### Російське вторгнення (2022)
З початком повномасштабного російського вторгнення кількість читачів почала стрімко зростати, у першу чергу завдяки популярності інтерактивної мапи. Телеграм-канал перемкнувся з міжнародної геополітики цілковито на війну, задля правдивого інформування про перебіг бойових дій.
Так, експертна спільнота розвінчувала фейки про знищення фрегата Адмірал Макаров та про нібито збиття росіянами всіх українських байрактарів, текст використано Центром протидії дезінформації. Фахівці DeepStateUA проводили оцінку російських та білоруських військ по напрямках. Матеріали з телеграм-каналу неодноразово цитувались військовим порталом Defense Express та журналістським об'єднанням Texty.org.ua, коментар про ситуацію на фронті у фахівців спільноти брало білоруське опозиційне ЗМІ Vot-tak.tv.

### Збори на ЗСУ
Команда також активно займається волонтерською діяльністю, за 9 місяців війни до ЗСУ передали різноманітної допомоги на суму в десятки мільйонів гривень. Кошти зібрано від читачів телеграм-каналу, а також завдяки магазину одягу з авторськими малюнками, частина прибутків від якого витрачаються на волонтерські потреби. У команди є повна звітність по надходженнях та витратах. 27 лютого 2023 зареєстровано Благодійну організацію «Благодійний фонду ДіпСтейтЮА», яка від імені команди Deep State UA займається волонтерською допомогою українській армії. Тоді ж було оголошено перший збір від юридично зареєстрованого фонду — 3 мільйони гривень на ударні дрони Кажан Е620, розвідувальні Mavic 3T, планшети аеророзвідникам та навушники артилеристам. За 4 дні збір було завершено.

### Інтерв'ю
22 червня 2022 року на сайті інформаційного агентства Міністерства оборони України АрміяInform, вийшло інтерв'ю з авторами мапи, які розповіли про свій проєкт.
23 жовтня 2022 на сайті української служби Радіо Свобода вийшло інтерв'ю взяте журналістом Сергієм Горбатенком, як складається з 12 питань про мапу, сам проєкт, та людей, що його роблять.
16 жовтня в ефірі національного телемарафону показали велике інтерв'ю, взяте журналістами Суспільного, із засновниками проєкту Русланом Микулою та Романом Погорілим. Також Роман Погорілий як аналітик та військовий експерт неодноразово з'являвся в ефірах: Апостроф TV, Радіо НВ, 24 канал, Фабрика новин, Перший Західний тощо.
11 квітня 2023 військовий журналіст Іван Абрамов записав інтерв'ю для ТрО Медіа із засновниками команди Русланом Микулою та Романом Погорілим, яке зокрема було поширено на офіційних сторінках СтратКом ЗСУ.
1 квітня 2024 року Руслан Микула дав інтерв'ю Мілітарному, де розповів, які «найгарячіші» ділянки фронту та де сконцентровані війська противника.

## Функції
Карта має умовні позначення:
- територія, деокупована за останні два тижні — синій;
- деокупована територія — зелений;
- територія, що потребує уточнення — сірий;
- територія, захоплена російськими військами — червоний;
- територія окупованого Криму та ОРДЛО — темно-червоний;
- окуповані Росією території інших держав — світло-рожевий;
- підрозділ ворога — іконка підрозділу згідно зі стандартами НАТО або іконка свині;
- штаб ворога — іконка штабу ворога згідно зі стандартами НАТО або іконка намету;
- аеродроми ворога — іконка аеродрому згідно зі стандартами НАТО або іконка аеродрому;
- напрямки атак ворога — червона стрілка.

Карту можна переглядати у різних форматах. Доступні формати мапи:
- стандартний;
- топографічний;
- супутник.

Є можливість увімкнути відображення точок пожеж, на основі даних системи Firms NASA та зіставити їх з лінією фронту.
Завдяки спеціальному режиму є можливість вимірювати дальність ураження різних артилерійських систем: HIMARS, М777, САУ CAESAR тощо; по всій лінії фронту. Розроблено можливість спеціального математичного моделювання сили ядерного вибуху різної маси по всій мапі.
Мапа має лінійку для визначення відстані між точками в метрах. Підтримується можливість будувати ламану лінію, яка буде порахована в загальному між усіма точками. В разі замикання лінії можна обчислити площу створеної фігури.
У партнерстві з SaveDnipro на мапу додано точки моніторингу радіаційного фону.
З 16 червня 2023 року мапа показує фортифікаційні споруди ворога, які наявні у відкритих джерелах.
Завдяки співпраці з автоматизованої системою обробки даних військового призначення Griselda, 13 листопада 2022 було запущено функціонал Патоген, який показує видозмінені дані концентрації чисельності ворога по всі лінії фронту для цивільних, на основі закритих даних. Також співпраця з системою Griselda впливає на точність відображення фронту на мапі, адже дозволяє командам обмінюватись оперативними даними. З кінця травня існує таблиця у відсотковому значенні звільнених та окупованих територій з початку вторгнення.
Існує закритий функціонал мапи для доступу лише військовим, з картою окопів ворога, можливістю розрахунку азимуту тощо. Для звичайних користувачів з 1 червня 2023 року є функція визначення свого місцеперебування. 9 листопада 2023 було додано загальнодоступну функцію перегляду погоди.

## Користування та поширення
Мапу широко цитують та використовують для візуалізації бойових дій в українських та світових ЗМІ:
- українські: Факти ICTV[51], Українська Правда[52], 24 техно[53], УНІАН[54], Україна 24[55], Forbes[56] тощо;

- іноземні: NBC[57], Iritas.It[58], GLOBAL HAPPENINGS[59], technologijos.lt[60] тощо.

З 30 травня до 22 липня 2022 на ютуб-каналі телеканалу Україна 24 виходила авторська програма ведучого Василя Пехньо, де на основі цієї мапи він проводив аналітику війни. Після закриття телеканалу, програма виходить на ютуб-каналі Фабрика новин.
У жовтні 2022 мапу використовував Міністр оборони Олексій Резніков задля візуалізації динаміки деокупації Україною своїх територій. Також Укрінформ посилався на дослідження команди за супутниковими знімками, щодо протяжності ворожих окопів, довжина яких у підсумку склала понад 6000 кілометрів.

### Особливості
Автори проєкту неодноразово зазначали, що точні мапи війни має лише Генеральний Штаб ЗСУ і ніхто більше, їх карта лише намагається бути наближеною до точної, тому працює зворотний зв'язок, де можна подати інформацію та вказати на неточності. За таких обставин автори забороняють використовувати свою мапу для пересування по місцевості, про що при кожному заході на сайт повідомляє випливаюче вікно і користувач не зможе переглядати мапу, якщо не натисне кнопку погодитись із застереженнями про небезпечність використання карти.
При кожному заході з російських IP-адрес замість вікна застереження про використання мапи з'являється вікно про можливість здатись в полон з контактними номерами гарячих ліній ГУР МО. 23 травня 2023 року невідомий російський орган цензури видав наказ про блокування мапи, що команда проєкту оцінує як визнання правдивості їх мапи та те, що існування української карти є незручним фактом для російської влади.